# مگس گوش‌خیزکی
مگس گوش‌خیزکی (نام علمی: Meropeidae) نام یک تیره از راسته منقارسران است.